# 中野友嗣
中野 友嗣（なかの ゆうじ、1983年3月28日 - ）は、日本の俳優、モデル。
大阪府出身。身長176cm。C:93、W:73、H:88、S:27.0cm。特技は水泳、球技全般、ダンス、大阪弁、ギター。

## 出演

### 映画
- ラフ ROUGH（2006年）
- 親父

### ドラマ
- WATER BOYS 2005夏（2005年、フジテレビ）
- 麗わしき鬼 第3部（2007年、フジテレビ）洵子と悠子の男子同級生 役

### CM
- ウィルコム
- ケンタッキーフライドチキン
- ニベア花王 8×4
- 任天堂 ニンテンドーDS
- NTT西日本
- セブン-イレブン
- 三菱東京UFJ銀行（2006年）